# Special Olympics Saudi-Arabien
Special Olympics Saudi-Arabien (englisch Special Olympics Saudi-Arabia) ist der von Saudi-Arabien gegründete Verband von Special Olympics International mit Sitz in Riad. Ziel des Verbandes ist es, das ganze Jahr über Sport für Kinder, Jugendliche und Erwachsene mit geistiger Beeinträchtigung und Mehrfachbeeinträchtigung anzubieten, damit sie körperlich fit sind, ihren Mut zeigen können und Freundschaften zu anderen Athleten und Mitgliedern ihrer Gemeinden knüpfen können. Außerdem betreut der Verband die eigenen Athletinnen und Athleten bei den internationalen Special Olympics Wettbewerben.

## Geschichte
Special Olympics Saudi-Arabien wurde 1994 gegründet. Der Verband nahm an den sieben von 1999 bis 2008 organisierten MENA Regional Games von Special Olympics teil.
Bei den Special Olympics World Summer Games 2019 waren zum ersten Mal auch Frauen im saudi-arabischen Team. Die 14 Athletinnen und Unified Partnerinnen traten in Wettbewerben der Sportarten Basketball, Boccia und Leichtathletik an und bereiteten so auch anderen Frauen den Weg, bei internationalen Sportveranstaltungen ihr Land zu repräsentieren.

## Aktivitäten
Im Jahr 2016 waren in dem Verband 8471 Athletinnen, Athleten und Unified Partner sowie 262 Trainer registriert.
Special Olympics Saudi-Arabien bietet folgende Sportarten an: Basketball, Boccia, Bowling, Eisschnelllauf, Floor Hockey, Fußball, Kraftdreikampf, Leichtathletik, Roller Skating, Schneeschuhlaufen, Schwimmen, Tischtennis und Volleyball.
Bei den Special Olympics World Summer Games 2019 traten saudische Athleten außerdem bei Wettbewerben der Sportart Triathlon an.
Der Verband nimmt an dem von Special Olympics International ins Leben gerufenen Programm Athlete Leadership teil.

### Teilnahme an vergangenen Weltspielen
- 1995 Special Olympics World Summer Games, Connecticut, USA (18 Athleten)
- 1999 Special Olympics World Summer Games, North Carolina, USA (5 Athleten)
- 2003 Special Olympics World Summer Games, Dublin, Irland
- 2007 Special Olympics World Summer Games, Shanghai, China
- 2009 Special Olympics World Winter Games, Idaho, USA
- 2015 Special Olympics World Summer Games, Los Angeles, USA
- 2019 Special Olympics, World Summer Games, Abu Dhabi (46 Athletinnen und Athleten)[3]
- 2025 Special Olympics World Winter Games, Turin, Italien (12 Athletinnen und Athleten)[4]

### Teilnahme an den Special Olympics World Summer Games 2023 in Berlin
Der Verband Special Olympics Saudi-Arabien nahm an den Special Olympics World Summer Games 2023 in Berlin teil. Die Delegation wurde vor den Spielen im Rahmen des Host Town Programs von Duisburg betreut und bestand aus insgesamt 130 Personen, davon waren 85 Athletinnen und Athleten und erstmals mehr Frauen als Männer. Das Team gewann bei diesen Weltspielen acht Gold-, sechs Silber- und elf Bronzemedaillen.